# Marek Dąbrowski
Marek Roman Dąbrowski (* 28. listopadu 1949 Gliwice, Polsko) je bývalý polský sportovní šermíř, který se specializoval na šerm fleretem. Polsko reprezentoval v sedmdesátých letech. Na olympijských hrách startoval v roce 1972 a 1976 v soutěži jednotlivců a družstev. V soutěži jednotlivců obsadil na olympijských hrách 1972 šesté místo. V roce 1971 obsadil druhé a v roce 1970 třetí místo na mistrovství světa v soutěži jednotlivců. S polským družstvem fleretistů vybojoval na olympijských hrách 1972 zlatou olympijskou medaili. Na mistrovství světa obsadil s polským družstvem fleretistů třikrát druhé místo v roce 1969, 1971 a 1974.